# Mikhail Kuzmin
Mikhail Alekseevich Kuzmin (em russo:  Михаи́л Алексе́евич Кузми́н) (18 de outubro de 1872 - 1 de março de 1936) foi um poeta, músico e escritor russo, um dos expoentes da Era da Prata da poesia russa.

## Biografia
Nascido no seio de uma família nobre de Yaroslavl, Kuzmin cresceu em São Petersburgo e estudou música no Conservatório da cidade com Nikolai Rimsky-Korsakov. Não se formou, no entanto, mais tarde, explicando a sua transição para a poesia, disse: "É mais fácil e mais simples. A poesia cai pronta do céu, como o maná caiu aos israelitas no deserto ". Mas ele não desistiu da música; compôs a música para a famosa produção de Meyerhold, em 1906, da pela de Alexander Blok, Balaganchik  (O Teatro de Feira), e as suas canções eram populares entre a elite de Petersburgo: "Cantava-as, acompanhando-se ao piano, primeiro em diversos salões privados, incluindo a Torre, de Ivanov, e posteriormente em O Cão Vadio. Kuzmin gostava de dizer das suas obras que "são apenas um musicazinhas, mas têm o seu veneno."
Um dos seus amigos mais próximos e uma das suas principais fontes de inspiração enquanto jovem, foi o aristocrata germanófilo poliglota Georgy Chicherin (que mais tarde entrou para o serviço diplomático e depois da Revolução de Outubro foi Comissário do Povo para os Negócios Estrangeiros), um apaixonado por Wagner e Nietzsche. Outra influência forte foram as suas viagens, primeiro ao Egito e a Itália, e depois ao norte da Rússia, onde ele ficou profundamente impressionado pelos Velhos Crentes. Depois de se instalar em São Petersburgo, tornou-se próximo do círculo de Mir iskusstva  (Mundo da Arte). As suas primeiras obras publicadas apareceram em 1905 e atraíram a atenção de Valery Bryusov, que o convidou para contribuir para a sua influente revista literária Vesy , no centro do movimento simbolista, onde em 1906 ele publicou os seus versos do ciclo "Canções de Alexandria" (inspirados em Les Chansons de Bilitis, por Pierre Louÿs) e o primeiro romance russo homossexual, Asas,  que atingiu instantaneamente notoriedade e que fez dele um escritor muito popular. Em 1908, apareceu a sua primeira colectânea de poesia, Seti  (Redes), que também foi muito elogiada. Nas palavras de Roberta Reeder, "A sua poesia é erudita e a gama de temas vai da Grécia Antiga e de Alexandria até à Petersburgo moderna".
Em 1908, quando morava com Sergei Sudeikin e a sua primeira esposa, Olga Glebova, com quem Sergei havia casado apenas um ano antes, Olga descobriu que o seu marido estava envolvido amorosamente com Kuzmin, e obrigou Kuzmin a sair. "Mas, apesar deste contratempo, Kuzmin, Sudeikin e Glebova continuram a manter uma relação produtiva, profissional, colaborando em muitos iniciativas, como peças de teatro, noites musicais, declamações de poesia, especialmente nos cabarés de São Petersburgo." Kuzmin também foi um dos poetas favoritos da segunda esposa de Sudeikin, Vera, e um álbum que ela publicou contém vários poemas manuscritos de Kuzmin.
A associação de Kuzmin aos simbolistas não foi definitiva e, em 1910, ele ajudou a criar o movimento Acmeísta com o seu ensaio "O prekrasnoi yasnosti" (Sobre a bela clareza), no qual atacou as "incompreensíveis, negras armadilhas cósmicos" e exortou os escritores a serem "lógicos na concepção, na construção da obra, na sintaxe... a amar a palavra, como Flaubert, a ser económicos em meios e mesquinho em palavras, precisos e genuínos - e descobrirás o segredo de uma coisa incrível - a bela clareza - a que eu chamaria clarismo." Não se associou mais fortemente a este grupo que aos simbolistas, mas conviveu pessoalmente com um grande número deles, nos anos de 1910-12 viveu no famoso apartamento (chamado a Torre) de Vyacheslav Ivanov, que foi outra influência inspiradora dos Acmeists, e foi amigo de Anna Akhmatova, para quem escreveu um elogioso prefácio ao seu primeiro livro de poesia, Vecher  [Noite]. (Posteriormente, Kuzmin incorreria na ira de Akhmatova, provavelmente por causa de uma crítica de 1923 que ela considerou condescendente, fazendo com que ela o tomasse para modelos dos vilões do seu "Poema Sem Herói." )
O último volume de poesia que Kuzmin publicou em vida foi A Truta Quebra o Gelo  (1929), um ciclo de poesia narrativa.
Kuzmin passou os seus últimos anos a traduzir peças de Shakespeare. [carece de fontes?] Morreu em Leningrado. Sepultado no Cemitério de Volkovo em São Petersburgo.

## Legado
O poeta e crítico contemporâneo Alexei Purin pensa que a tradição fortemente "trágica" e social da literatura russa se esgotou e precisa de se reorientar ao longo do eixo pessoal e artístico exemplificado por Kuzmin e Vladimir Nabokov. Cita Innokenty Annensky, dizendo que seria importante evitar "o abraço persistente do 'igual aos outros'", e escreve: "É precisamente a poesia de Annensky e Kuzmin que, no início do século XX, deu o primeiro e decisivo passo para se afastar "dos outros' - na direção da interpretação psicológica das pequenas coisas e das palavras simples, na direção da entoação viva - uma etapa comparável apenas, talvez, com a revolução de Pushkin. É impossível imaginar toda a subsequente poesia lírica russa sem este passo".
Mandelstam, na sua recensão de 1916, "Sobre a Poesia Contemporânea", escreveu:
O classicismo de Kuzmin é cativante. Como é doce ler um poeta clássico que vive entre nós, experimentar uma mistura da "forma" e do "conteúdo" de Goethe, deixar-se convencer de que a alma não é uma substância
feita de algodão metafísico, mas sim uma Psyche despreocupada e gentil. A poesia de Kuzmin não só se presta facilmente à memorização, mas também à recordação, e flutua até à superfície, como se tentando escapar ao esquecimento...
E, no seu ensaio "Uma Carta sobre a Poesia Russa" (1922), disse: "Kuzmin trouxe-nos canções dissidentes das margens do Volga, uma comédia italiana da sua Roma nativa, e a história toda da cultura europeia na sua encarnação musical - do "Concerto", de Giorgione no Palácio Pitti, aos mais recentes poemas sinfónicos de Debussy."

## Traduções
- Александрийские песни, Canções alexandrinas, Oleg Almeida (Trans.), (n.t.) Revista Literária em Tradução, nº 2 (mar/2011), Fpolis/Brasil, ISSN 2177-5141.
- Canções alexandrinas: Tradução, apresentação e notas explicativas de Oleg Almeida. Arte Brasil: São Paulo, 2011, 50 p. ISBN 978-85-64377-01-1.
- M. Kuzmin, Wings , tr. H. Aplin (2007)
- M. Kuzmin, 'The Venetian Madcaps', tr. M. Green, in Russian Literature Triquarterly ; 7 (1973), p. 119-51.
- M. Kuzmin, Wings: prose and poetry , tr. N. Granoien, M. Green (1972)
- M. Kuzmin, Alexandrinische Gesange , tr. A. Eliasberg (1921).